# Francesc Bardera i Massó
Francesc Bardera i Massó (Barcelona, 1920 - Sant Antoni de Vilamajor, 2009). Va ser president de l'Agrupació de Supervivents de la Lleva del Biberó del 1941 i membre del Consell Assessor del Memorial Democràtic de la Generalitat per la seva trajectòria com a representant d'una entitat de Memòria Històrica. Afeccionat a la història local, va ser autor de l'obra que donà lloc a la representació teatral de la història medieval de Sant Pere de Vilamajor, Presència històrica e feyts de Vila Magore, representada des del 1993 fins ara i dirigida per Alfred Lucchetti i Farré. Al llarg de la seva vida, també va recollir una important col·lecció de fotografies d'ambdós municipis que des del 1991 havia anat exposant anualment per la festa major d'estiu de Sant Antoni de Vilamajor, amb imatge de llocs, festes i veïns del municipi. Bardera, molt actiu en les entitats culturals i associacions, fou president del Patronat de Cultura de Sant Antoni de Vilamajor, també formava part del Comitè d'Agermanament amb Javrezac i sempre havia participat en la vida associativa tant de Sant Antoni com de Sant Pere de Vilamajor. També va ser un gran aficionat a la poesia.
El 25 de març de 2010, el Plenari de l'Ajuntament de Sant Antoni de Vilamajor acordà nomenar-lo com a fill adoptiu del municipi a títol pòstum.